# John Guidetti
John Alberto Guidetti (Stockholm, 15. travnja 1992.) je švedski nogometaš koji trenutačno igra za španjolski nogometni klub Deportivo Alavés i švedsku nogometnu reprezentaciju. 
Tijekom djetinjstva je igrao nogomet u rodnoj Švedskoj i Keniji. U 2008. godini je se vratio za Švedsku, gdje je debitirao sa 16 godina za IF Brommapojkarna. Zatim ga je engleski Manchester City F.C. potpisao, pa je se poslije opet vratio u IF Brommapojkarnu na posudbi. U studenom 2010. godine posudio ga je Burnley. U 2011./2012. sezoni je otišao na posudbu u nizozemskom prvoligašu Feyenoord Rotterdam. Tijekom svog boravka u Nizozemskoj je zabio 20 golova u 23 utakmica. U siječnju 2014. preuzeo ga je Stoke City F.C. do kraja te sezone, a u rujnu te godine je Guidetti posuđen škotskom Celticu, gdje je osvojio Premiership i Ligu kupa. Nakon isteka ugovora s Cityjem, Guidetti je potpisao višegodišnji ugovor sa španjolskim Celta de Vigom.
Za švedsku nogometnu reprezentaciju je debitirao u veljači 2012. godine protiv Hrvatske. S mladom reprezentacijom Švedske (do 21 godine) osvojio je Europsko prvenstvo u Češkoj u 2015. godini. Švedski nogometni izbornik je u svibnju 2016. objavio popis reprezentativaca za nastup na Europskom prvenstvu u Francuskoj, na kojem je se nalazio Guidetti. U prijateljskoj utakmici s Walesom švedski napadač zabio je svoj prvi gol za reprezentaciju prije EP-a. Guidetti je započeo Europsko prvenstvu u 59. minuti kao zamjena za Marcusa Berga protiv Irske. Protiv Italije je bio u prvih jedanaest, gdje je nakon 85 minuta sjeo na klupu za Berga. Ponovno je u posljednoj utakmici u skupini protiv Belgije ušao s klupe. S porazom protiv Belgije, Švedska se nije uspjela plasirati u osmini finala Europskog prvenstva.